# La vera costanza (Anfossi)
La Vera Costanza è un'opera lirica in forma di dramma giocoso in tre atti di Pasquale Anfossi. Il libretto italiano, una commedia di ispirazione sentimentale fu scritto da Francesco Puttini. L'opera precede di tre anni quella meglio conosciuta di Franz Joseph Haydn sullo stesso libretto.

## Storia delle esecuzioni
L'opera debuttò il 2 gennaio 1776 al Teatro delle Dame, Roma. Ebbe successo e fu eseguita molte volte in tutta Europa nel corso dei due decenni successivi.

## Personaggi e interpreti
Durante la maggior parte del XVIII secolo, alle donne era proibito esibirsi sul palco nello Stato Pontificio. Durante questo periodo le opere furono cantate al Teatro delle Dame da cast di soli uomini con i castrati che cantavano i ruoli femminili. Tra i famosi cantanti castrati che si esibirono c'erano Farinelli, Giacinto Fontana ("Farfallino"), Giovanni Carestini, e Luigi Marchesi. Dal 1798, quando Roma cadde sotto il dominio francese, le donne cominciarono a comparire sul palco del teatro: la prima fu il soprano Teresa Bertinotti-Radicati.
| Ruolo                                                               | Voce                      | Cast della prima: 2 gennaio 1776 (Direttore d'orchestra: – ) |
| ------------------------------------------------------------------- | ------------------------- | ------------------------------------------------------------ |
| Conte Errico, marito segreto di Rosina                              | tenore                    | Gioacchino Costa/Filippo Tonnini                             |
| Rosina, una pescatrice abbandonata da Errico                        | soprano castrato travesti | Pietro Tiburzj                                               |
| Baronessa Irene, zia del conte Errico, che vorrebbe sposare Ernesto | soprano castrato travesti | Antonio Rosselli                                             |
| Lisetta, cameriera della baronessa                                  | soprano castrato travesti | Domenico Bruni                                               |
| Il marchese Ernesto, amico di Errico                                | tenore                    | Francesco Paolo Agresta                                      |
| Masino, pescatore, fratello di Rosina                               | baritono o tenore         | Francesco Ciaranfi                                           |
| Villotto, un uomo ricco e sciocco                                   | basso                     | Serafino Blasi                                               |

## Trama
Primo atto

Un villaggio in riva al mare

Una piccola barca giunge a stento a riva durante una tempesta, e gli abitanti del villaggio di pescatori aiutano i quattro passeggeri a scendere a terra.
La baronessa Irene, la sua cameriera Lisetta, il proprietario terriero locale, il marchese Ernesto (che spera di sposare la baronessa) e un ricco bellimbusto, Villotto, offrono ai naufraghi un rifugio nel cottage di Masino, capo pescatore, e di sua sorella Rosina. 
La baronessa ha sentito voci di uno sconveniente intreccio amoroso tra Rosina e suo nipote Errico. Per evitare questo legame decide che Rosina debba immediatamente sposare lo sciocco Villotto. Spiega perciò a Rosina i vantaggi di un ricco matrimonio del genere. L'imbarazzo e la riluttanza di Rosina vengono intesi, dalla baronessa, come segno di modestia, ma Rosina è in realtà già segretamente sposata con il conte che l'ha abbandonata, e dal quale ha avuto un figlio.
Villotto è deliziato dall'idea di sposare Rosina, ma il fratello Masino cerca di convincerlo che non ha alcuna possibilità di realizzare il suo sogno.
Arriva il conte Errico e minaccia di sparare a Villotto a meno che questi non abbandoni Rosina. Masino viene minacciato da Ernesto; la baronessa ha detto che non lo sposerà finché suo nipote è sposato, quindi è nel suo interesse che Rosina accetti immediatamente di sposare Villotto. 
Villotto, dopo le minacce di Errico, diventa più riluttanti, con grande scorno della baronessa. Lisetta aumenta la confusione di Masino, dichiarandogli il suo amore e Errico decide di testare la costanza di Rosina.
Lui le parla con disprezzo e la offre a Villotto, che ha deciso di fuggire dalla sua situazione cercando fortuna in guerra. Il conte gli consiglia che l'amore e la guerra richiedono simile audacia.
Rosina racconta a Lisetta della sua disgrazia, che cinque anni prima aveva incontrato e sposato il conte. Villotto, ispirato dal discorso bellicoso del conte rivolge nuovamente le sue attenzioni verso Rosina. Rosina parla alla baronessa dicendole che preferirebbe morire piuttosto che sposare forzatamente Villotto, Masino aggiunge la sua voce, ma la baronessa intima ad entrambi di tacere. Un litigio tra Villotto e Masino è scongiurato da Lisetta, che li avverte che il conte Ernesto è sulla loro strada. Quando Rosina implora la morte, il conte la abbraccia; sorpreso dalla baronessa al conte viene mostrato un ritratto della donna alla quale lei lo vuole far sposare. Quando lui lo osserva, Rosina teme di aver perso il suo amore.
Secondo atto

Scena I - Castello della baronessa

Masino e Villotto sono entrambi sconcertati dalle circostanze. Ernesto supplica Rosina di accettare Villotto, spiegando che così sarà in grado di sposare la baronessa. Ciò viene frainteso dalla baronessa e dal conte, che si rivolgono a Rosina. Villotto e Lisetta la respingono e Rosina dichiara che la morte sarebbe la benvenuta se non fosse per il figlio, e decide di fuggire.
Il Conte infuriato per la sua apparente infedeltà, ordina a Villotto di inseguire e uccidere lei e il fratello.
Lisetta capisce l'equivoco in cui tutti sono caduti quanto Ernesto disse a Rosina, e si reca dal Conte per dirgli che Rosina è davvero fedele a lui e lo ama. Il conte, inorridito al pensiero degli ordini omicidi che ha dato a Villotto, immaginando di essere Orfeo in cerca della moglie, si precipita a cercarla.
Scena II - La capanna di Rosina e le rovine di una torre

Disperata, Rosina si nasconde nella torre con il suo giovane figlio. Masino, esaurito dagli sforzi compiuti per cercarla, si addormenta.
Villotto lo trova, trae la sua spada per ucciderlo, ma viene fermato da Lisetta, che poi incontra la baronessa e Ernesto. Lei cerca di spiegare l'innocenza di Rosina, ma loro non riescono a capire e vanno in cerca di Rosina. Il Conte entra, vede un bambino che piange (suo figlio) e il ragazzo lo accompagna da Rosina. Il conte si pente e li abbraccia entrambi in presenza di tutti gli altri, decidendo di sfidare la rabbia della baronessa e di Ernesto.
Terzo atto

Per far separare Rosina e il conte, la baronessa ha inviato ad entrambi una falsa lettera (presumibilmente scritta da l'altro) per rompere il rapporto. Anche se in un primo momento entrambi ci credono, presto scoprono l'inganno e si giurano amore reciproco. Il Conte presenta la moglie e il figlio alla baronessa e ad Ernesto e Rosina chiede perdono alla baronessa, che accetta la sconfitta e promette di sposare Ernesto. Tutti cantano lodi alla costanza e alla virtù.